# Clément de Bonsi
Clément de Bonsi,  mort le 6 octobre 1659, est un prélat français du XVIIe siècle. Il est le frère de Dominique et Thomas II de Bonzi, évêques de Béziers. Clément de Bonzi prend les titres de baron de Castelnau, vicomte de Vailhan, abbé d'Aniane et de Lodève.

## Biographie
Clément de Bonsi est  chanoine de Saint-Pierre de Rome, lorsque, par la mort de Thomas son frère, il est fait évêque de Béziers en 1628.
La peste, pendant les années 1629, 1630 et 1631, sévit sur les habitants avec une telle violence, que presque tous se retirent dans la campagne.
Le duc Henri II de Montmorency s'étant ligué avec Gaston, frère du roi, soulève le Languedoc contre Louis XIII.  Clément de Bonzi reste fidèle à l'autorité légitime, mais Gaston de France occupe Béziers et demande que la citadelle en soit rasée. L'édit de Béziers supprime les privilèges de la ville et la grève de lourdes contributions.
En 1637, de Bonsi équipe à ses frais un régiment d'infanterie qu'il conduit lui-même au secours de Leucate assiégée. Il reconstitue à Béziers le monastère des Ursulines. De même, le prélat unit aux Minimes l'église de Notre-Dame-de-Consolation, il donne aux Dominicains la maison de Notre-Dame de Mougères, fait reconstruire le château de Lignan, démoli par les huguenots, et fait achever la chapelle Saint-Charles Borromée commencée par son frère Thomas, dans l'église des Frères Prêcheurs. En 1645, les religieux de la Charité sont introduits dans l'hôpital.